# Killepitsch

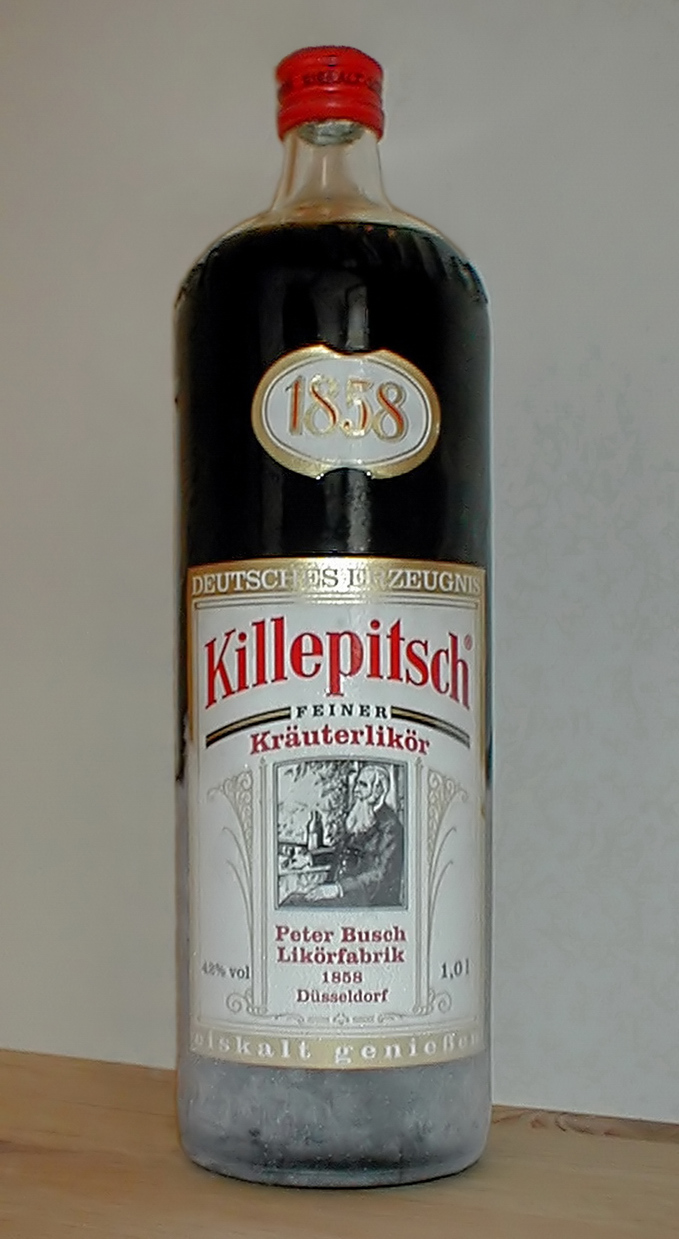
Een fles Killepitsch.

Killepitsch is een likeur op basis van kruiden (Kruidenbitter) met een 42% alcohol. Het is gemaakt door een Duits bedrijf genaamd Peter Busch GmbH & Co KG in de Duitse stad Düsseldorf. De drank heeft een bloedrode kleur en bestaat uit combinatie van 90 soorten fruit, bessen, kruiden, en specerijen.
Killepitsch was voorheen alleen populair in de regio Düsseldorf, waar het wordt geserveerd in lokale cafés en winkels, maar tegenwoordig wordt het wereldwijd verkocht.